# Gerdy Zint
Gerdy Zint (* 1979 in West-Berlin) ist ein deutscher Film- und Theaterschauspieler.

## Leben
Gerdy Zint wuchs in West-Berlin auf und ist gelernter Dachklempner. Schon früh erkannte er seine Leidenschaft für die Schauspielerei und begann im Alter von 21 Jahren in der Jugendtheatergruppe Die Zwiefachen der Schaubühne Berlin zu spielen. Es folgten Engagements an der Volksbühne Berlin und Filmrollen wie in Weltstadt und Lebendkontrolle. Er war in diversen Fernsehserien wie Polizeiruf 110, SOKO Stuttgart und Notruf Hafenkante zu sehen und stand für Kinofilme wie Shahada, Little Thirteen und Kriegerin vor der Kamera. Für seine Rolle in dem Film Lebendkontrolle wurde er mit dem Babelsberger Medienpreis als „Bester Darsteller“ ausgezeichnet. 2011 wurde er für seine Rolle in dem Film Kriegerin für den Förderpreis Deutscher Film in der Kategorie „Schauspiel Männlich“ nominiert.

## Filmografie (Auswahl)
- 2006: Lucy
- 2006: Locked
- 2006: Sieh zu, dass du Land gewinnst (Fernsehfilm)
- 2006: Weltstadt
- 2009: Die Wölfe (Fernsehserie)
- 2009: Keine Angst (Fernsehfilm)
- 2009: Marie Brand und das mörderische Vergessen
- 2009: Notruf Hafenkante – Matjeskrieg (Fernsehserie)
- 2009: Stromberg – Seelsorge (Fernsehserie)
- 2009: Polizeiruf 110 – Alles Lüge (Fernsehreihe)
- 2010: Ein starkes Team – Dschungelkampf (Fernsehserie)
- 2010: Shahada
- 2010: Tatort – Schmale Schultern (Fernsehreihe)
- 2011: Kriegerin
- 2012: Little Thirteen
- 2012: Mord mit Aussicht (Fernsehserie)
- 2012: Polizeiruf 110 – Bullenklatschen (Fernsehreihe)
- 2012: SOKO Stuttgart – Schattenspiel (Fernsehserie)
- 2012: Polizeiruf 110 – Einer trage des anderen Last (Fernsehreihe)
- 2012: Kommissar Stolberg (Fernsehserie)
- 2012: SOKO Köln – Blaulicht  (Fernsehserie)
- 2012: Tatort – Dinge, die noch zu tun sind (Fernsehreihe)
- 2013: Silvi
- 2013: Hannah Mangold & Lucy Palm – Tot im Wald (Fernsehfilm)
- 2013: Küstenwache – Geschäfte mit dem Tod (Fernsehserie)
- 2013: Mord in Eberswalde (Fernsehfilm)
- 2014: Der Kriminalist – Tod im Paradies
- 2014: Stereo
- 2014: Tatort – Im Schmerz geboren
- 2014: Tatort – Türkischer Honig
- 2015: Die Wallensteins – Dresdner Dämonen
- 2015: Tatort – Spielverderber
- 2015: Unser letzter Sommer
- 2015: Als wir träumten
- 2016: Die Spezialisten – Im Namen der Opfer – Party (Fernsehserie)
- 2016: Ein starkes Team – Knastelse (Fernsehreihe)
- 2016: Polizeiruf 110 – Im Schatten
- 2016: Tatort – Dunkelfeld
- 2017: Rentnercops – Liebesspieler
- 2017: 4 Blocks (Fernsehserie)
- 2017: Alarm für Cobra 11 – Die Autobahnpolizei – Road Trip
- 2017: Eine gute Mutter (Fernsehfilm)
- 2017: Gutland
- 2018: In den Gängen
- 2018: Tatort – Alles was Sie sagen
- 2018: Asphaltgorillas
- 2018: Vielmachglas
- 2018: Polizeiruf 110 – Crash
- 2018: Wuff – Folge dem Hund
- 2019: In Wahrheit: Still ruht der See
- 2019: Leif in concert
- 2019: SOKO Hamburg: Unter Verdacht (Fernsehserie)
- 2020: Tatort – Niemals ohne mich
- 2020: Zimmer mit Stall – Die Waschbären sind los (Fernsehreihe)
- 2020: Toubab
- 2022: Beule – Zerlegt die Welt
- 2022: Breisgau – Nehmen und Geben (Fernsehreihe)
- 2023: Sonne und Beton
- 2024: Sterben für Beginner (Fernsehfilm)

## Theater
- 2006: Hund frisst Hund (Münchner Muffathalle)
- 2006: Liebe ist nur eine Möglichkeit (Schaubühne Berlin)
- 2006–2010: Tod eines Handlungsreisenden (Schaubühne Berlin)
- 2007: Room Service (Schaubühne Berlin)
- 2009: Endstation Sehnsucht (Schaubühne Berlin)
- 2009: Speeddating (Schaubühne Berlin)
- 2011: Revolte am Cote 318 – Die Bergbahn (Volksbühne Berlin)

## Auszeichnungen
2010: Babelsberger Medienpreis für seine Darstellung in dem Film Lebendkontrolle